# Altpapier

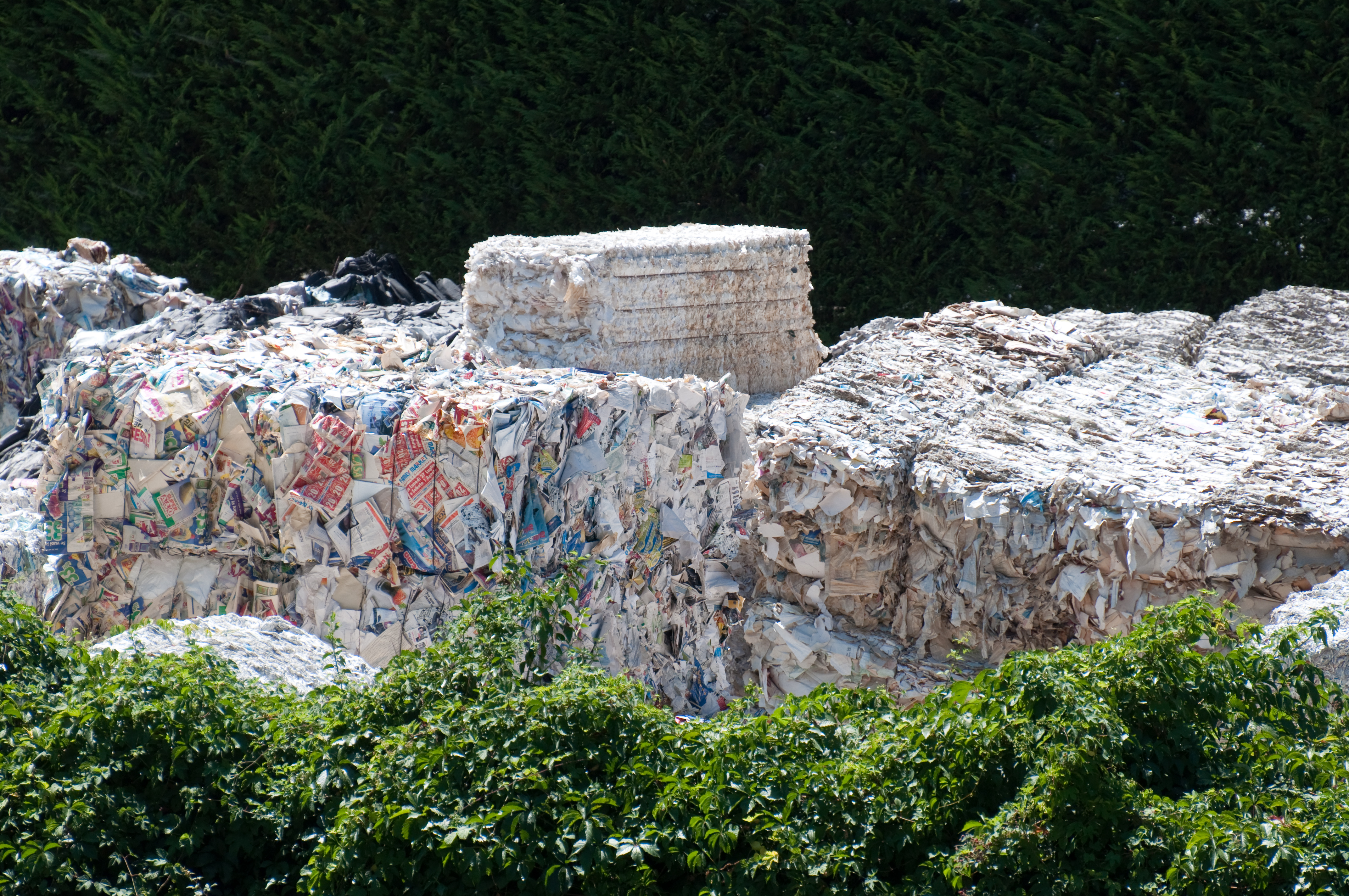
Altpapierballen in Italien

Altpapier ist Papierabfall, der in Haushalten oder Gewerbebetrieben gesammelt wird. Es wird zur Herstellung von Recyclingpapier, Zeitungsdruckpapier und weiteren Produkten aus Papier wie beispielsweise Kartons verwendet.

## Sammlung
Altpapier wird in Altpapiersammelcontainern oder in Altpapiertonnen gesammelt, von der Gemeinde beziehungsweise von einem von der Gemeinde beauftragten Betrieb oder von privaten Altpapierentsorgungsunternehmen bei privaten Haushalten oder Gewerbebetrieben (sogenannte private oder gewerbliche Anfallstellen) gesammelt und an weiterverarbeitende Firmen geliefert. Es sollte möglichst frei von Spuckstoffen sein. In einigen Gemeinden wird das Altpapier auch von Vereinen, Schulen oder Kirchen gesammelt und dann an Recycling-Firmen weiterverkauft.

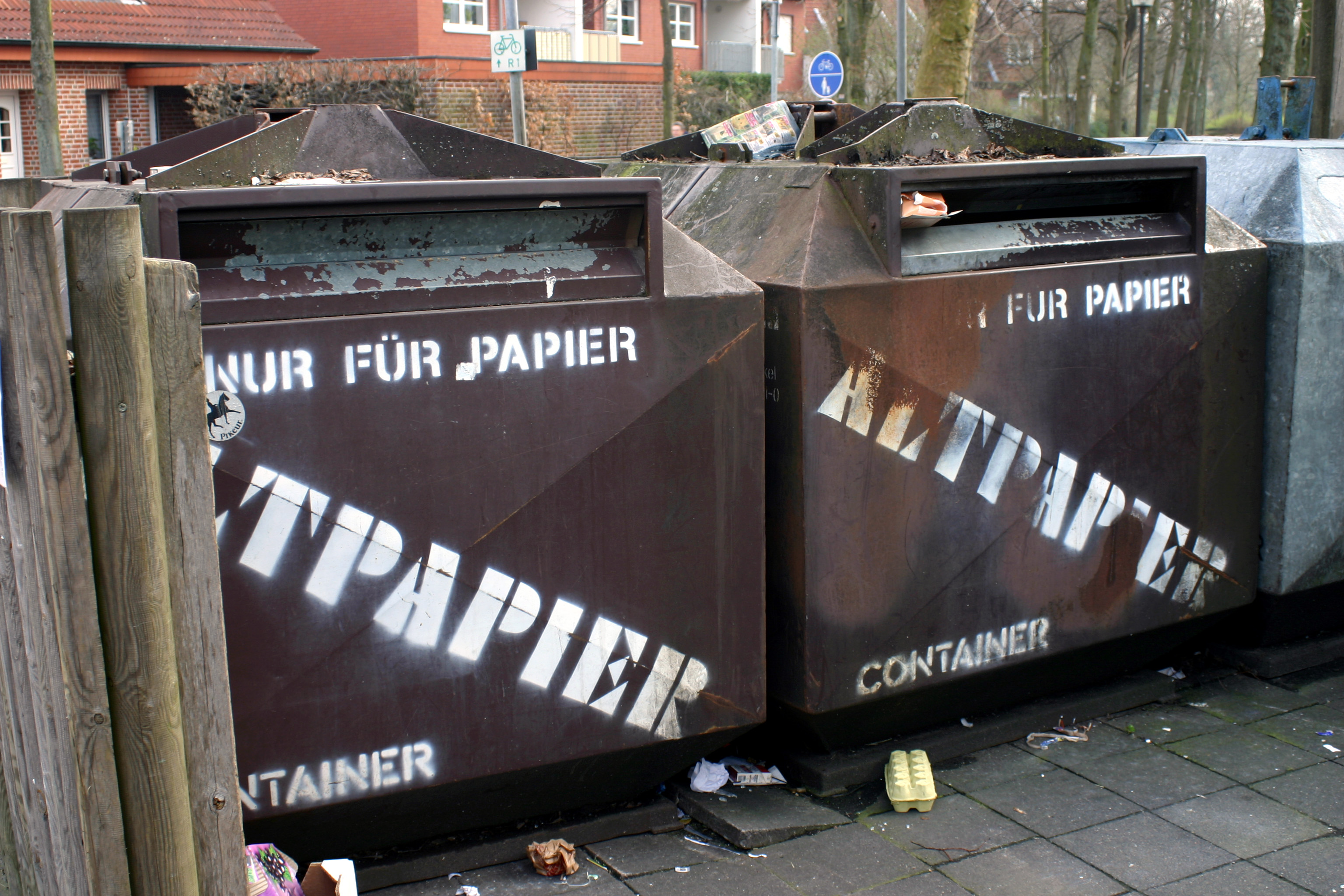
Altpapiercontainer im westfälischen Warendorf

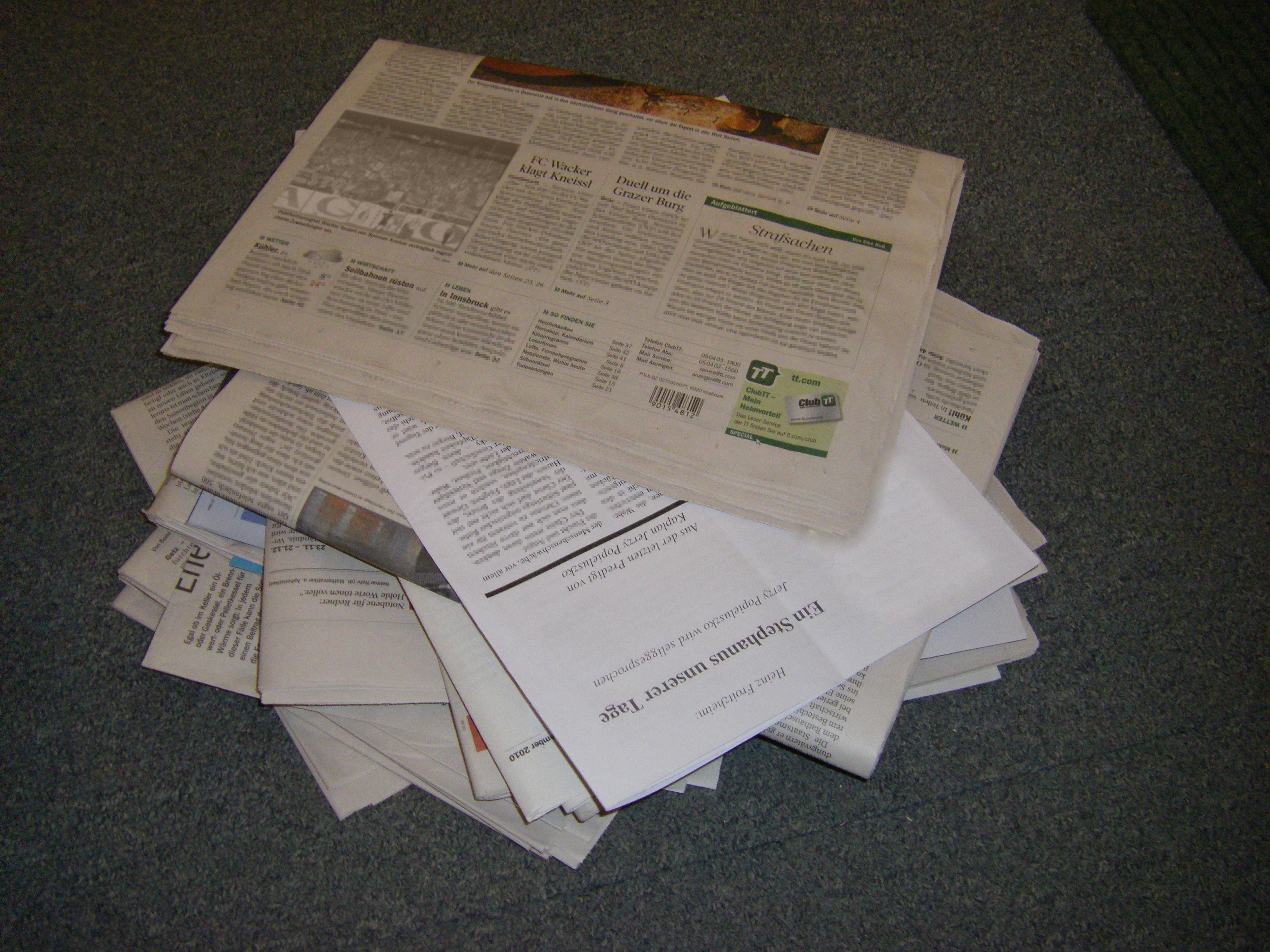
Ein Stapel Altpapier

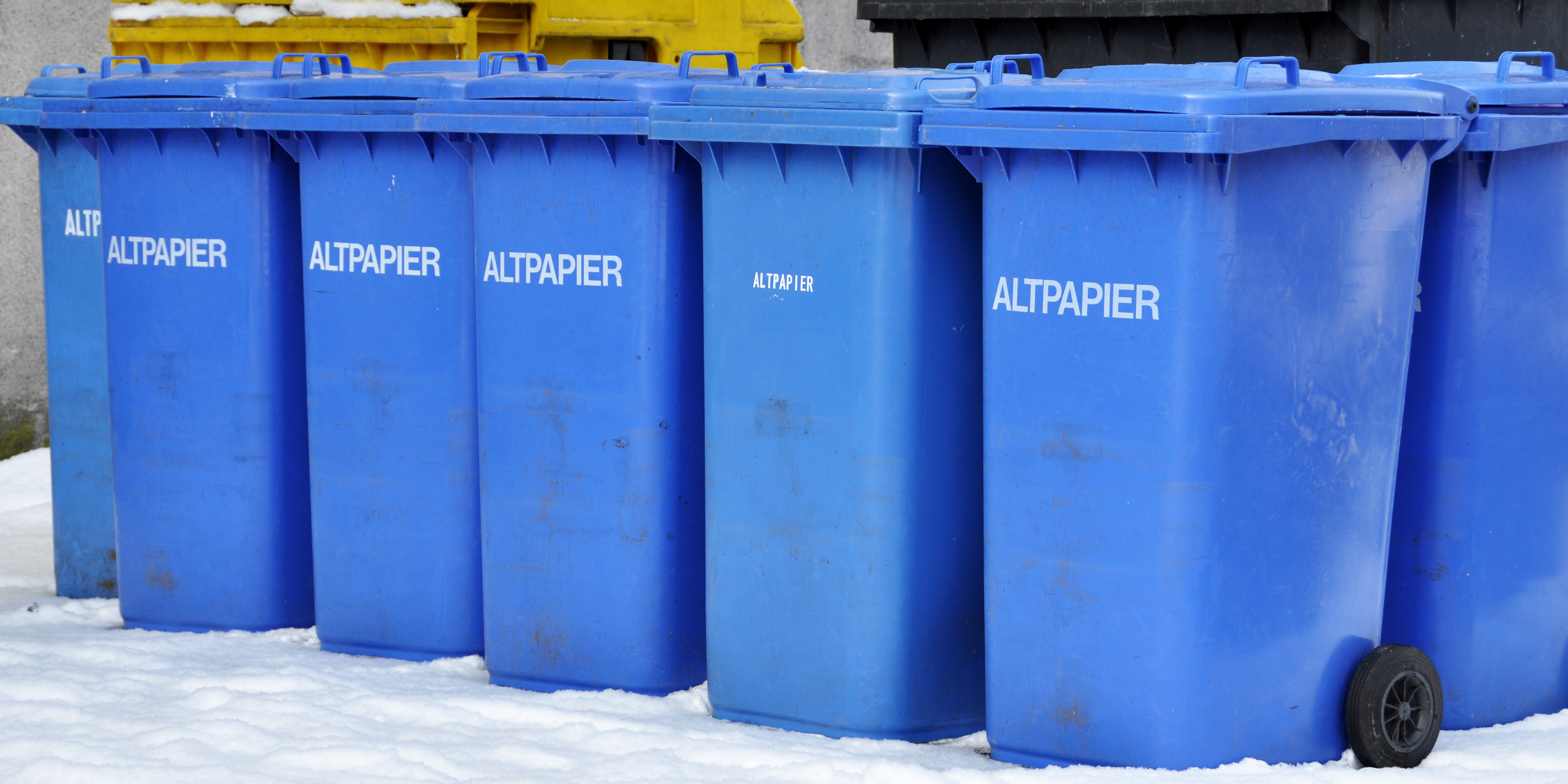
Sammelbehälter für Privathaushalte in Bayern

Folgende Sammelsysteme haben sich bewährt:
- im gewerblichen Bereich: Ballenpresse, Depotcontainer, Presscontainer, Umleerbehälter, Gitterboxen.
- im Haushaltsbereich (unterschieden wird nach Hol- und Bringsystemen): Depotcontainer, Bündelsammlung, Pressmüllwagen, Sacksystem, Monotonne, Recyclinghöfe.

Aufgrund der hohen Nachfrage für Altpapier (eine Tonne der Massensorte „Gemischtes Altpapier“ ist etwa 55 Euro wert) drängten bis Mitte 2008 immer mehr private Entsorgungsfirmen auf den Altpapiermarkt und boten Haushalten kostenlose „Blaue Tonnen“ an, denn mit dieser konnten nach Aussage des Bundesverbandes Sekundärrohstoffe und Entsorgung (bvse) 20 bis 30 Prozent mehr Altpapier gesammelt werden als mit der Bündel- oder der Containersammlung.
Von kommunaler Seite wurde vielfach bezweifelt, dass die Aufstellung der Tonnen rechtlich zulässig ist. Daher hatten eine Vielzahl von Gemeinden und Landkreisen Verbotsverfügungen erlassen, die aber von den zuständigen Gerichten oftmals als rechtswidrig zurückgewiesen wurden, sodass angenommen werden konnte, dass die Altpapiersammlung gewerblicher Unternehmen bei privaten Haushalten rechtlich zulässig war. Im Juni 2009 entschied das Bundesverwaltungsgericht jedoch, dass eine „grundsätzliche Zuständigkeit der öffentlich-rechtlichen Entsorgungsträger“ für Altpapier besteht und dass die Bürger nicht private Konkurrenten mit der Sammlung ihres Altpapiers beauftragen dürften. Nachdem das Bundesverwaltungsgericht entschieden hatte, bestätigte das Verwaltungsgericht Hannover im Januar 2010, dass Kommunen das Einsammeln (bspw. auch private Altpapiersammlungen) untersagen können.
Im Zuge des verschärften Ausbruchs der Finanzkrise im Herbst 2008 änderte sich die Situation schlagartig. Der Durchschnittspreis für so genannte gemischte Ballen fiel laut dem Branchendienst Euwid von einst rund 100 Euro auf nur noch 5 bis 15 Euro je Tonne. Einige Händler setzten den Abgabepreis sogar auf null.
Infolge steigender Nachfrage einerseits und Stilllegung von Kapazitäten andererseits stieg der Preis für eine Tonne gemischtes Altpapier im März 2010 schließlich wieder deutlich auf 85 Euro, einhergehend mit spürbar erhöhten Lieferzeiten für Karton.
Mit einer Recyclingquote von 72 % wurde 2012 in Europa so viel Altpapier getrennt, gesammelt und für die Papierproduktion zur Verfügung gestellt wie nirgendwo sonst auf der Welt.

## Sortierung

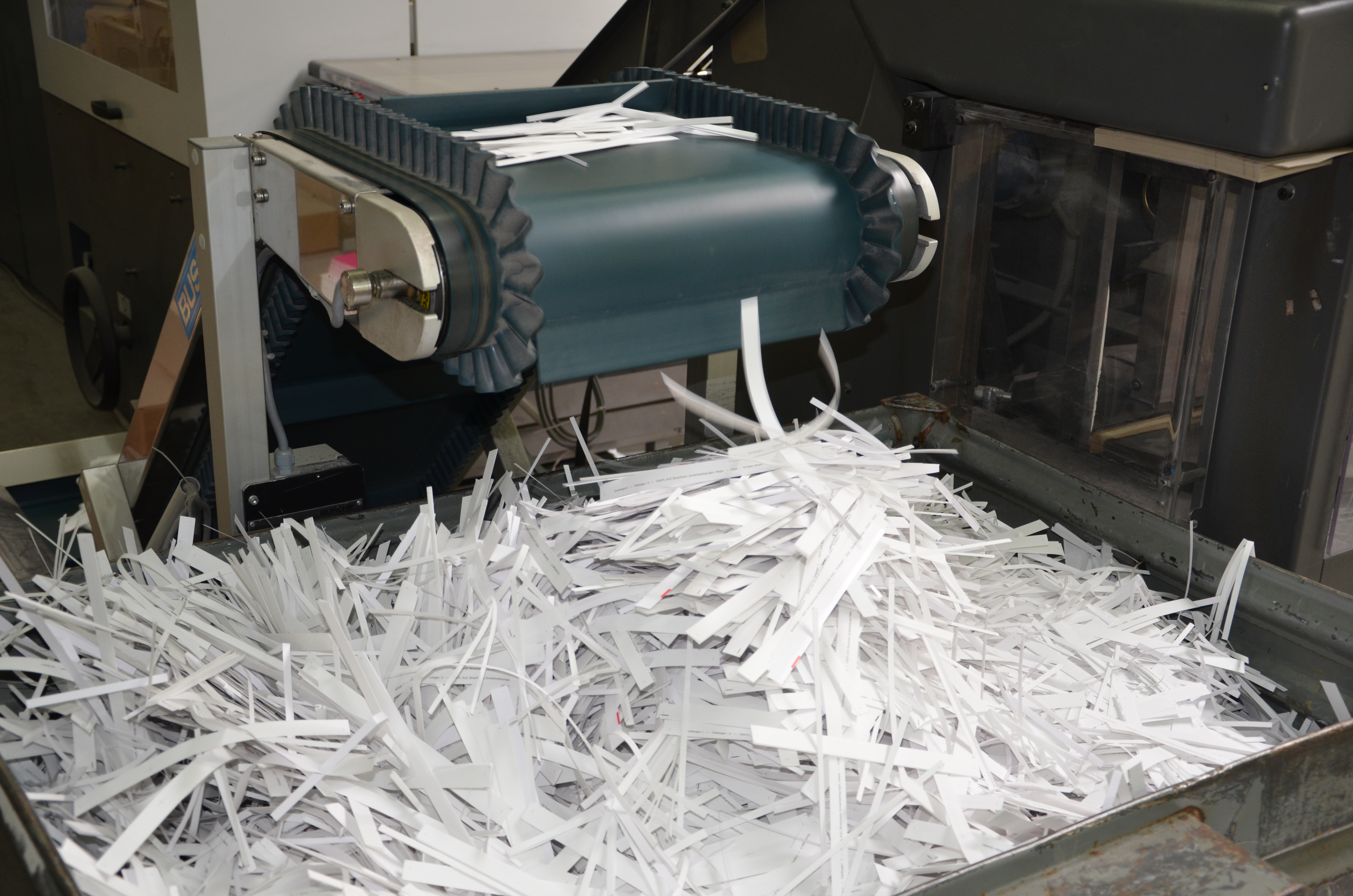
Sortenreines Altpapier als Makulatur vom Randbeschnitt einer Broschur

Die Sortierung von Altpapier ist eine wichtige Voraussetzung, um der Papierindustrie die Altpapier-Qualitäten zur Verfügung zu stellen, die benötigt werden. Dabei geht es einerseits darum, die papierfremden Stoffe aus dem Sammelgut zu entfernen, und andererseits darum, definierte Altpapiersorten zusammenzustellen, die von der Papierindustrie nachgefragt werden. Die Sortierung erfolgt manuell oder teilautomatisiert und stellt letztlich die Qualitätssicherung vor Abgabe des gebrauchten Papiers an die Papierfabrik dar.
Die Herstellung der verschiedenen Altpapierqualitäten richtet sich nach der durch die Papierindustrie und die Anbieter von Altpapier erstellten „Liste der Europäischen Standardsorten und ihre Qualitäten“. Diese Liste beschreibt in der Europäischen Norm EN 643:2014-05 95 Altpapiersorten in ihrer Zusammensetzung und Qualität. Die Anzahl der standardisierten Sorten nimmt ständig zu, da Papierfabriken Techniken entwickeln, vormals nicht nutzbare Qualitäten doch zu verarbeiten.
Die EN 643 gruppiert die Altpapierqualität in folgende Gruppen ein:
- Gruppe 1: untere Sorte (z. B. einfaches gemischtes Altpapier, Graukarton, Wellpappe, Illustrierte, Zeitungen, Deinkingware)
- Gruppe 2: mittlere Sorte (z. B. unverkaufte Zeitungen, weiße Späne mit leichtem Andruck, einfaches Büropapier, einfache sortierte bunte Akten, weiße Bücher holzfrei/holzhaltig)
- Gruppe 3: bessere Sorten (z. B. gemischte hellbunte Druckspäne, Buchbinderspäne, weiße Akten holzfrei, weiße Geschäftsformulare, Multidruck, weißer Karton, gestrichenes holzhaltiges Papier)
- Gruppe 4: krafthaltige Sorten (z. B. unbenutzte Pappe, Kraftwellpappe)
- Gruppe 5: Sondersorten (z. B. Getränkekartonverpackungen, Nassetiketten, Trockenetiketten, Trägerpapier für selbstklebende Etiketten, Briefhüllen gemischt)

## Geschichte
Das erste Verfahren zur Wiederverwertung von Altpapier wurde 1774 vom Göttinger Universitätsprofessor Justus Claproth erfunden, bei dem aus dem bedruckten Papier die Druckfarbe völlig herausgewaschen und daraus neues Papier hergestellt wurde. Dieses Verfahren wurde dann erstmals von dem Papiermüller Schmidt in Klein Lengden angewendet. Der sog. De-Inking-Prozess, der auf dem Prinzip der Flotation beruht, ist heute das Standardverfahren in der Wiederverwertung von Druckerzeugnissen.
In der Papiermühle in Laufen an der Eyach wird das Papier von Lumpensammlern eingesammelt. Diesem Unternehmen war 1810 ein privilegierter Lumpensammelbezirk zugewiesen worden. Die Altpapiersammler waren nebenbei als Hausierer tätig.